# 須馬町
須馬町（すばまち）は、神奈川県中郡に存在した町。本項では町制前の須馬村（すばむら）についても記す。

## 地理
- 河川：相模川

## 歴史

### 町名の由来
旧村名の須賀、馬入からの合成地名。

### 沿革
- 1889年（明治22年）4月1日 - 町村制の施行により、須賀村、馬入村が合併して大住郡須馬村が発足。
- 1896年（明治29年）4月1日 - 郡制の施行のため大住郡が淘綾郡と統合され、所属郡が中郡に変更[1]。
- 1927年（昭和2年）1月1日 - 町制施行し須馬町となる。
- 1929年（昭和4年）4月1日 - 平塚町に編入。同日須馬町廃止。

## 交通

### 鉄道路線
日本国有鉄道（現東日本旅客鉄道）東海道本線が町域内を通過していたが、駅は存在しなかった。

### 道路
- 国道1号

## 出身著名人
- 杉山茂（米善社長、貴族院多額納税者議員）